# UFC 11
UFC 11: The Proving Ground fue un evento de artes marciales mixtas producido por la Ultimate Fighting Championship (UFC). Tuvo lugar el 20 de septiembre de 1996 desde el Augusta Civic Center en Augusta, Georgia.

## Historia
La tarjeta contó con un torneo de ocho hombres, así como dos peleas alternativas en caso de una lesión.

## Resultados
1. ↑  Con Ferrozzo lesionado, junto con todos los suplentes, Mark Coleman ganó el torneo por defecto.
2. ↑  Ferrozzo reemplazo a Bohlander, quien no pudo continuar en el torneo. Debido a la fatiga y un corte sobre su ojo, Ferrozzo no pudo continuar en el torneo.
3. ↑  Traven se lesionó y no pudo continuar como un suplente para el torneo.

## Desarrollo
|  | Cuartos de final | Cuartos de final | Cuartos de final |                  |              | Semifinales  | Semifinales    | Semifinales |  |  | Final | Final | Final |  |
|  |                  |                  |                  |                  |              |              |                |             |  |  |       |       |       |  |
|  |                  |                  |                  |                  |              |              |                |             |  |  |       |       |       |  |
|  | Mark Coleman     | Mark Coleman     | SUM              |                  |              |              |                |             |  |  |       |       |       |  |
|  | Mark Coleman     | Mark Coleman     | SUM              |                  |              |              |                |             |  |  |       |       |       |  |
|  | Julián Sánchez   | Julián Sánchez   | 0:45             |                  |              |              |                |             |  |  |       |       |       |  |
|  | Julián Sánchez   | Julián Sánchez   | 0:45             |                  | Mark Coleman | Mark Coleman | SUM            |             |  |  |       |       |       |  |
|  |                  |                  |                  |                  | Mark Coleman | Mark Coleman | SUM            |             |  |  |       |       |       |  |
|  |                  |                  | Brian Johnston   | Brian Johnston   | 2:20         |              |                |             |  |  |       |       |       |  |
|  | Brian Johnston   | Brian Johnston   | Brian Johnston   | Brian Johnston   | 2:20         | TKO          |                |             |  |  |       |       |       |  |
|  | Brian Johnston   | Brian Johnston   |                  |                  |              |              |                |             |  |  |       |       |       |  |
|  | Reza Nasri       | Reza Nasri       | 0:28             |                  |              |              |                |             |  |  |       |       |       |  |
|  | Reza Nasri       | Reza Nasri       | 0:28             |                  |              |              | Mark Coleman 2 |             |  |  |       |       |       |  |
|  |                  |                  |                  |                  |              |              |                |             |  |  |       |       |       |  |
|  |                  |                  | Scott Ferrozzo   |                  |              |              |                |             |  |  |       |       |       |  |
|  | Tank Abbott      | Tank Abbott      | SUM              |                  |              |              |                |             |  |  |       |       |       |  |
|  | Tank Abbott      | Tank Abbott      | SUM              |                  |              |              |                |             |  |  |       |       |       |  |
|  | Sam Adkins       | Sam Adkins       | 2:06             |                  |              |              |                |             |  |  |       |       |       |  |
|  | Sam Adkins       | Sam Adkins       | 2:06             |                  | Tank Abbott  | Tank Abbott  | 18:00          |             |  |  |       |       |       |  |
|  |                  |                  |                  |                  | Tank Abbott  | Tank Abbott  | 18:00          |             |  |  |       |       |       |  |
|  |                  |                  | Scott Ferrozzo 1 | Scott Ferrozzo 1 | DEC          |              |                |             |  |  |       |       |       |  |
|  | Jerry Bohlander  | Jerry Bohlander  | Scott Ferrozzo 1 | Scott Ferrozzo 1 | DEC          | DEC          |                |             |  |  |       |       |       |  |
|  | Jerry Bohlander  | Jerry Bohlander  |                  |                  |              |              |                |             |  |  |       |       |       |  |
|  | Fábio Gurgel     | Fábio Gurgel     | 15:00            |                  |              |              |                |             |  |  |       |       |       |  |
|  | Fábio Gurgel     | Fábio Gurgel     | 15:00            |                  |              |              |                |             |  |  |       |       |       |  |
|  |                  |                  |                  |                  |              |              |                |             |  |  |       |       |       |  |

1Jerry Bohlander se retiró debido a una lesión. Fue reemplazado por Scott Ferrozzo.

2Scott Ferrozzo no pudo continuar debido al agotamiento, por lo que Mark Coleman ganó por defecto.